# Русановка (Киев)
Руса́новка (укр. Руса́нівка) — историческая местность, жилой массив в Киеве.

## История
Урочище Русановка на левом берегу Днепра напротив Киева известно с давних времён как владение киевских монастырей. Возможно, оно получило своё название по фамилии Саввы Русановича, который в XVI веке владел соседними землями. Позже стало известно село Русанов, Русановское озеро, залив и рукав Днепра. В 1906 году через Русановский залив был построен двухпролётный металлический мост, по которому в 1912 году была проложена линия бензотрамвая в Бровары. Мост был разрушен во время Великой Отечественной войны, на его месте в 1965 году был построен новый железобетонный мост, по которому проходит автодорога и линия метрополитена.
В 1960 году в этой местности между Никольской слободкой и Березняками начались работы по созданию образцового жилого массива. Оригинальный проект комплексной застройки разработали архитекторы Г. С. Кульчицкий, В. Е. Ладный, Н. В. Пестряков и инженеры А. С. Штекель и В. С. Коваль.
В течение следующих двенадцати лет массив был застроен девяти- и шестнадцатиэтажными многосекционными жилыми домами общей площадью 600 тысяч квадратных метров. В 2003 году на Русановке появился первый и пока единственный новый дом. Русановка с самого начала своего существования считалась одним из самых комфортных жилых массивов Киева. Это обусловлено особой атмосферой района, развитой инфраструктурой, а также близостью Днепра и его набережной.
Русановка стала одним из первых в мире массивов, построенных полностью на намывных грунтах, которые были намыты на 3-5 метров до незатапливаемых отметок. От левого берега остров был отделён искусственным проточным обводным каналом длиной 2700 метров, глубиной 3-4 метра и шириной 40 метров. В 1966—1968 годах были убраны дамбы, отделявшие канал от Днепра, и Русановка, по сути, стала искусственным островом. В южной части канала были установлены 15 фонтанов с подсветкой. Через канал были возведены три автомобильных и два пешеходных моста.
Вдоль берега канала пролегает улица Энтузиастов. Поперёк острова был проложен в 1964 году бульвар Алексея Давыдова, названный в честь председателя (в 1947—1963) исполкома Киевского городского совета депутатов трудящихся (с 2016 года носит имя украинского композитора Игоря Шамо). Перпендикулярно к нему идёт Русановский бульвар. Вдоль Русановского залива пролегает Русановская набережная (застройка началась в 1962 году), на которой расположены кинотеатр «Краков» (1968, переквалифицирован в Муниципальный театр «Киев»), гостиница «Славутич» (1968—1972, архитекторы В. Е. Ладный и Г. С. Кульчицкий), памятник Н. В. Гоголю (1982; скульптор А. П. Скобликов; архитекторы К. А. Сидоров и И. Н. Иванов), а также жилые дома и другие объекты. Основная застройка массива завершилась в 1974 году.
С севера к Русановке примыкает Левобережный массив, с востока — Соцгород, с юга — Березняки.
Ближайшая станция метро — «Левобережная». До 2004 года рядом с районом проходила трамвайная линия.
На массиве Русановка в советское время получали государственные квартиры многие деятели искусства советской Украины. Здесь проживали  оператор Вилен Калюта, в детстве с матерью Мила Йовович, актер Алексей Горбунов, который записал музыкальный диск «Русановка», Заслуженный артист Украины, юморист Валерий Чигляев, художники Александр Левич, Александр Животков, Александра Бахина и Марина Чекмак.

## Изображения
- Русановка
- Русановская набережная
- Памятник Гоголю на Русановке
- Русановский канал
- Скульптура «Лестница». Автор — А. Лидаговский

- Панорама Русановки

## Факты
- В 1970 году на Русановке снимался советский художественный фильм «Два дня чудес»[1].
- Известный украинский шансонье Гарик Кричевский посвятил району одноимённую песню, написанную в 1994 г.
- В 1970-х годах на Русановке снимались сцены фильма студии А.Довженко «Весь мир в глазах твоих» (вышедшего в 1977 году). Само название «Русановка» произносится по сюжету героями фильма.
- Русановке посвящена одноимённая песня киевского композитора Андрея Иванова (который и сам проживает в этом микрорайоне) на слова Валентина Юрченко.